# Kuwait Airways

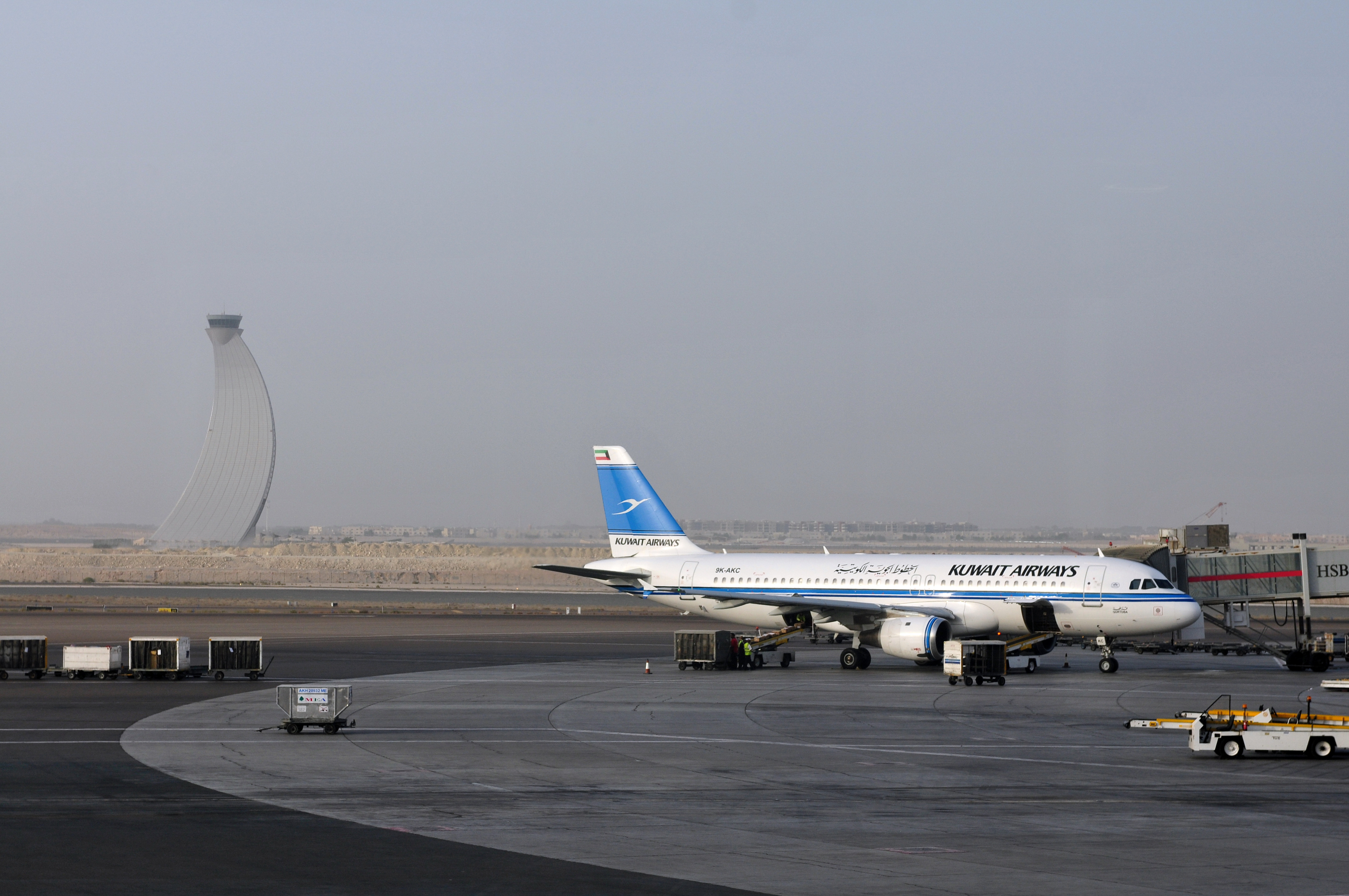
Airbus A320-212

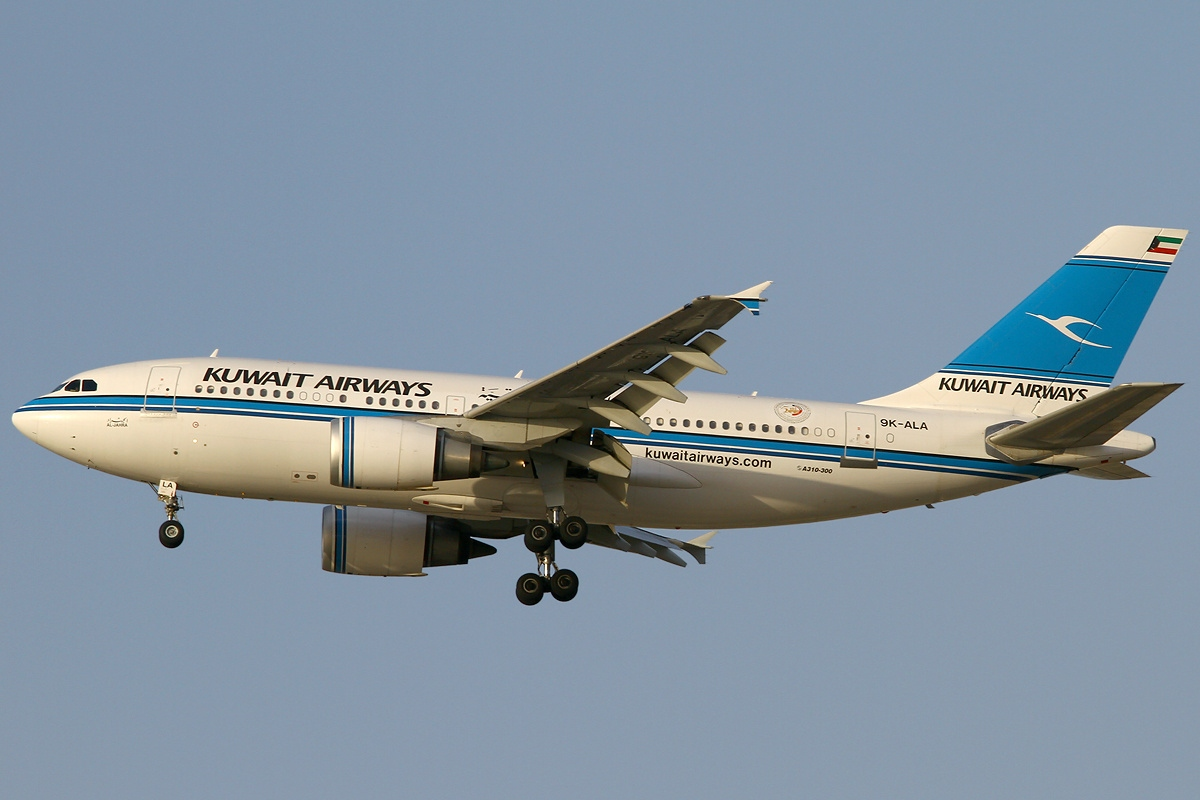
www.flightradar24.com 9K-ALB a310

Kuwait Airways (араб. الخطوط الجوية الكويتية) — національна авіакомпанія Кувейту, зі штаб-квартирою в провінції Ель-Фарванія. Заснована в 1954 році.

## Флот
В грудні 2014 року Kuwait Airways експлуатувала 18 літаків: